# Studios Fantasy
Les studios Fantasy sont des studios d'enregistrement situés à Berkeley en Californie (États-Unis).

## Histoire
Les studios sont créés en 1971 par la compagnie Fantasy Records qui vient alors d'installer son siège à Berkeley. Il comporte à l'origine trois studios (A, B et C), un quatrième (D) étant ajouté en 1980, l'année où les studios cessent d'être réservés aux artistes du label pour s'ouvrir au public. Concord Records rachète Fantasy Records en 2004 et vend les studios au Wareham Property Group en 2007. Le studio C est fermé en 2008.

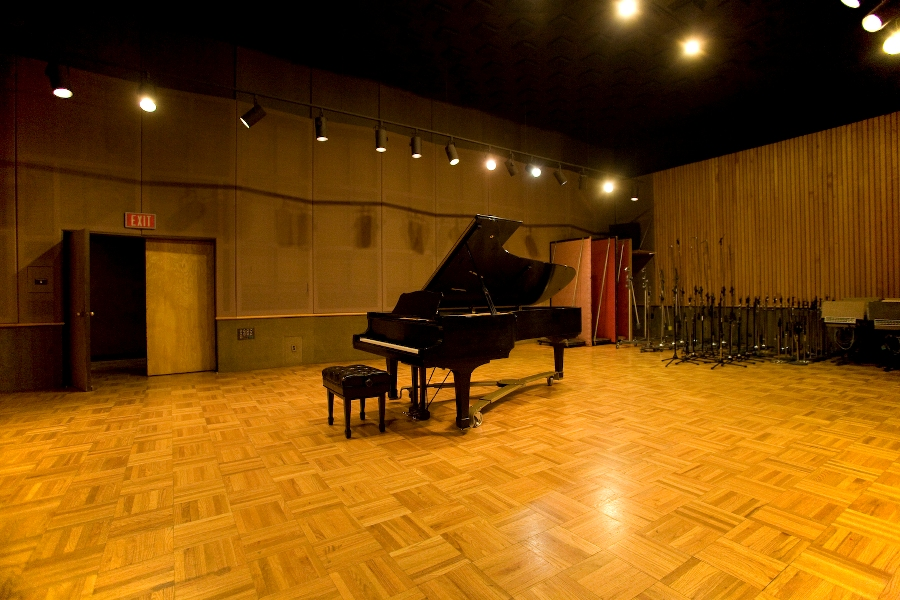
Vue du studio A.

Parmi les principaux albums qui y ont été enregistrés, entièrement ou en partie, on peut citer : 
- Mardi Gras (1972) de Creedence Clearwater Revival
- The Blue Ridge Rangers (1973) de John Fogerty
- Escape (1981) de Journey
- Frontiers (1983) de Journey
- The Final Countdown (1986) de Europe
- Life Is...Too $hort (1988) de Too $hort
- Sailing the Seas of Cheese (1991) de Primus
- Dookie (1994) de Green Day
- …And Out Come the Wolves (1995) de Rancid
- Supernatural (1999) de Santana
- Shaman (2002) de Santana
- Ready to Die (2013) d'Iggy and the Stooges